# 綱淵謙錠
綱淵 謙錠（つなぶち けんじょう、1924年（大正13年）9月21日 - 1996年（平成8年）4月14日）は、樺太出身の小説家、随筆家。
旧制新潟高校在学中に北海道旭川の第7師団に召集され、1945年（昭和20年）9月に復員。
翌1946年（昭和21年）東京帝国大学に入学するも学費が続かず1年経たずに辞め、東京を脱して新潟に赴き、数年間職を転々とした後1951年（昭和26年）東大復学、28年同大文学部英文学科卒業。中央公論社に入社し、出版部、『中央公論』、『婦人公論』を経て「谷崎潤一郎全集」、「エリオット全集」などの文芸書を手掛け、1971年（昭和46年）退社。翌年請われて日本ペンクラブ事務局長に就き激務の傍ら「斬」を執筆、同年井上ひさしとともに第67回直木賞を受賞した。1996年（平成8年）慢性腎不全で死去、享年72。「戊辰落日」「越後太平記」「幕末に生きる」など著書多数。本名は綱渕。

## 生い立ち
山形県飽海郡遊佐町にて漁業を営んでいた父兼吉と、函館生まれの母の1男2女の長男として移住後の樺太登富津に生まれる。綱渕家は、かつて川の両岸に綱を渡し舟を往復させた渡し守であったが、金品を強奪するのに嫌気が差し神官になったとされる家柄。小学校入学後同家は急に没落、貧しさの中であったが、漢字好きで、自作を朗読してくれた中学の国語教師の薫陶もあって物書きの素地ができたという。
1943年（昭和18年）旧制新潟高校に入学、ロシア文学に夢中になり、付いた渾名が「トリンコフ・ラウヘンビッチ・メチスキー（酒野煙野助平）」。生涯に渡る英国詩人のT・S・エリオット狂になったのもこの頃だった。翌春徴兵検査で甲種合格、夏休みに上京する一方富山県の不二越製鉄所で勤労動員。1945年（昭和20年）2月学徒出陣により旭川歩兵部隊に入隊、8月玉音放送を旭川師団の営庭で聴く。翌月復員命令が出て秋田に戻るが、毛布2枚、煙草の「誉 ほまれ」200本と若干の旅費という着の身着のままだった。その年の暮れに新潟の母校寮近くで下宿生活を始め、1946年（昭和21年）春東大に入るも篤志家の都合で退学を余儀なくされ、再び新潟に帰る。この年10月父はソ連軍占領下の樺太で他界、遺された母と妹は翌年6月姉夫婦と共に父の遺骨の一部を抱いて函館に引き揚げた。印刷所職工見習、図書館勤務、出版社と移るが出版社が倒産、新制高校教員に就く。この間樫枝夫人と結婚。1950年（昭和25年）中央公論社を受験するが失敗している。もっとも受験には大学卒業という要件があり、中退の綱淵は特別に入社試験受験を許されていた。翌年東大に再復学、新潮文庫外校アルバイトをしながら1953年（昭和28年）同社2度目の受験で入社を果たす。入社試験に失敗した経緯を聞いていた恩師・會津八一は、紹介状を書いている。夫人それに小学校入学前の長男との8畳1間の間借生活が池袋西口でスタート。同年3月東大卒業、通学したのは実質3年間であった。

## 編集者時代
出版社のサラリーマン生活は月給8千円、しかも6ヶ月は見習期間で支給されるのはその8割だった。「会社から帰ると汗っかきの私は上がり框に腰掛けバケツで足を洗い、その足を拭きながら妻が涙を落とすこと度々で、見ないようにした」と後年語っている。1953年（昭和28年）秋には同社編集部長宅に居候。翌年12月校閲部異動、1955年（昭和30年）秋編集部に。32歳で谷崎潤一郎の担当になり、1959年（昭和34年）同全集（30巻）を刊行、翌年にはエリオット全集（全5巻）、子母澤寛「蝦夷物語」「逃げ水」などの出版に携わった。氏のジャンル歴史小説への“のめり込み”は30歳代前半に子母澤の「新選組始末記」との出会いにあったといわれ、長谷川伸や海音寺潮五郎の史伝的作品にも関心を寄せた。1970年（昭和45年）築地本願寺で行われた三島由紀夫の葬儀の手伝いが編集者としての最後の仕事で、1971年（昭和46年）3月中央公論社を退社する。

## 作家時代
同年12月、当時ペンクラブ専務理事の阿川弘之から「事務局長になって欲しい」との要請に負け翌年1月から出勤、さらに事務所を訪れた前会長の川端康成に「今年は何も書かずにクラブの仕事だけにして欲しい。その代わり来年になったら必ずどこか紹介してあげます」と懇請されてその年の秋に控えた日本文化研究国際会議に向け、慣れない閣議提出の書類作成に忙殺され、肝臓を患い70日の入院を強いられた。しかしその苦労が報われたのか、退院1週間経たずして第67回直木賞受賞の朗報が舞い込む。徳川時代の罪人首切役を務めた山田家の懊悩を描いた異質の作品「斬」がその対象で、ほぼ満票に近い圧倒的支持を得た。受賞後、氏は「私の処女作で、前半生の総決算」とする一方、「この本を読んでいただきたいのは、国家に傷つき、隣人に傷つき、友人に傷つき、父母に、子供に、恋人に傷つき、それでもなお何かを信じてじっと耐え忍んでいる方々である。その耐え忍びのために心の臓から滴り落ちる一筋の血の色が、この作品の中の血のいろどりと重なり合って同じ色であることが分かっていただけたなら、私のこの作品を書いた意図は十分に酬われたと言えるであろう」と語っている。色紙に揮毫を頼まれると好んで「斬夢一閃」と書いたと言う。

## エピソード
1960年（昭和35年）中央公論編集者時代、担当していた谷崎潤一郎から「誰か彰義隊に詳しい人に頼んで阿部弘藏という彰義隊士について調べてもらえないか」と依頼され、「彰義隊」といえば子母澤（寛）さんしかいないと、同氏に来意を告げると「阿部のことはよく分からんですが、兎に角「彰義隊」といえばこの本しかありませんから、どうぞお持ちになって下さい」と言って、書庫から山崎有信「彰義隊戦史 （隆文館、明治43年4月）」を持ってきた。それを谷崎に渡した。同じ文壇とはいえ、その中での付き合いをあまり好まない作家二人がこういう形でも些かの接触を持ち得たことに感銘したと回想している。

## 作品の特徴
神秘主義、超合理主義が主たる題材で自身も「私の歴史小説は、私の形質のどこかに潜在し、血液の中に息吹いている無数の先祖たちの“遠い記憶”を探し求めているものだ。その“遠い記憶”の核をなしている微かな怖れが懐かしくて自ずと筆はそのような神秘主義、超合理主義の領域に踏み込んでいくらしい」（1978年「怪」あとがき）。また一字題の作品が長短合わせて48編と多く、氏は「漢字への郷愁と言おうか。すべて音読みにしているところに私のみそがある」（「妍」あとがき）と述べている。

## 著書
- 「斬」河出書房新社、1972  のち文春文庫
- 「苔」中央公論社、1973  のち文庫
- 「狄(てき)」文藝春秋、1974  のち中公文庫
- 「血と血糊のあいだ」河出書房新社、1974 のち文春文庫
- 「妍(けん)」文藝春秋、1975　のち文春文庫
- 「幻」文藝春秋、1976
- 「歴史と人生と」中央公論社、1976 のち文庫
- 「ひとり旅 歴史と文学」角川書店、1977.11  のち中公文庫
- 「鬼」河出書房新社、1977.12 のち中公文庫
- 「戊辰落日」文藝春秋、1978.3  のち文庫
- 「日本人の心性 対談集」ティビーエス・ブリタニカ、 1978.6
- 「夜明けを駆ける」毎日新聞社、1978.10 のち文春文庫
- 「遠い記憶 歴史と小説と」ティビーエス・ブリタニカ、1978.10  のち文春文庫
- 「濤」河出書房新社、1979.3 のち新潮文庫
- 「怪」中央公論社、1979.7 のち文庫
- 「歴史の顔」文藝春秋、1980.11 のち文庫
- 「越後太平記」中央公論社、1980.12 のち文庫
- 「幕臣列伝」中央公論社、1981.3 のち文庫
- 「史談・往く人来る人」毎日新聞社、1982.4  のち文春文庫
- 「殺」文藝春秋、1982.7 のち文庫
- 「極　白瀬中尉南極探検記」新潮社、1983.1  のち文庫
- 「歴史へのいざない 随筆集」講談社、1983.7 のち文庫
- 「徳川家臣団 組織を支えたブレーンたち 正続」講談社、1983‐84  のち文庫
- 「武将名言集」講談社、1984.3
- 「歴史の海四季の風」 新潮社、1984.2 のち文春文庫
- 「松平容保のすべて（編）」新人物往来社、1984.12
- 「幕末風塵録 」 文藝春秋、 1986.4  のち文庫
- 「航(こう) 榎本武揚と軍艦開陽丸の生涯」新潮社、1986.4
- 「戦国に生きる 武将の名言」講談社、1986 (もんじゅ選書)
- 「幕末に生きる」 文藝春秋、1988.1 のち文庫
- 「人物列伝幕末維新史 明治戊辰への道」講談社、1988.2  のち文庫、「幕末維新列伝」人物文庫
- 「剣」 中央公論社、1988.3 のち文庫
- 「聞いて極楽 史談百話」文藝春秋、1988.7  のち文庫
- 「人生覗きからくり」文藝春秋、1989.3 のち文庫
- 「幕末・維新の群像 第4巻島津斉彬」PHP研究所、1990　のち文春文庫「島津斉彬」
- 「ロンドン塔の幽霊たち」文藝春秋、1991.10
- 「叛」悠思社、1991.10
- 「歴史に親しむ366夜」ポシェット・カランドリエ　1月‐12月篇  悠思社 1991－92
- 「空白の歴史」文藝春秋、1994.12
- 「乱」中央公論社、1996.12 のち文庫
- 「十五代将軍・慶喜 先が見えすぎた男」PHP研究所、1997.6

- 一字題
  - 「苔」「剣」「狄」「怪」「航」「極」「斬」「乱」
  - 「濤」「鬼」「刑」「殺」「妍」「恋」「狼」「霊」
  - 「約」「冥」「兆」「脱」「獄」「魄」「傾」「空」
  - 「怨」「憑」「訟」「順」「律」「幽」「念」「酔」
  - 「蛇」「執」「痕」「鉾」「罓」「誑」「幻」「憤」
  - 「怯」「唉」「嗾」「齲」「咲」「讐」「劣」「陶」

## 翻訳
- 詩劇論集 T・S・エリオット 緑書房 1956